# Списак основних школа у Браничевском округу
Списак државних основних школа у Браничевски управном округу, односно граду Пожаревцу и општинама Велико Градиште, Општина Голубац, Општина Жабари, Општина Жагубица, Општина Кучево, Општина Мало Црниће и Општина Петровац на Млави. 

## Град Пожаревац
| Слика | Основна школа                       | Адреса                  | Година оснивања | Ранији назив                              | Реф. |  |
| ----- | ----------------------------------- | ----------------------- | --------------- | ----------------------------------------- | ---- |  |
|       | ОШ „Вук Караџић” Пожаревац          | Моравска бр.2           |                 |                                           |      |  |
|       | ОШ „Доситеј Обрадовић” Пожаревац    | Јована Шербановића 10   |                 |                                           |      |  |
|       | ОШ „Десанка Максимовић” Пожаревац   | Шесте личке дивизије бб |                 |                                           |      |  |
|       | ОШ „Краљ Александар I” Пожаревац    | Симе Симића 3           |                 |                                           |      |  |
|       | ОШ „Свети Сава” Пожаревац           | Војске Југославије 18   |                 |                                           |      |  |
|       | ОШ „Милош Савић” Лучица             | Лучица                  |                 |                                           |      |  |
|       | ОШ „Свети владика Николај” Брадарац | Брадарац                |                 | ОШ „Божидар Димитријевић-Козица” Брадарац |      |  |
|       | ОШ „Јован Цвијић” Костолац          | Костолац                |                 |                                           |      |  |

## Општина Велико Градиште
| Основна школа | Адреса                              | Година оснивања                     | Ранији назив | Реф. |  |
| ------------- | ----------------------------------- | ----------------------------------- | ------------ | ---- |  |
|               | ОШ „Вук Караџић” Мајиловац          | Мајиловац бб, Мајиловац             | 1902.        |      |  |
|               | ОШ „Иво Лола Рибар” Велико Градиште | Бошка Вребалова 1а, Велико Градиште |              |      |  |
|               | ОШ „Миша Живановић” Средњево        | Средњево бб, Средњево               | 1876.        |      |  |

## Општина 	Голубац
|  | ОШ „Вељко Дугошевић” Браничево |
|  | ОШ „Бранко Радичевић” Голубац  |

## Општина Жабари
|  | ОШ „Дуде Јовић” Жабари                   | Кнеза Милоша 117, Жабари                      | 1856. |  |  |
|  | ОШ „Херој Роса Трифуновић” Александровац | Краља Александра Обреновића бб, Александровац | 1836. |  |  |

## Општина Жагубица
|  | ОШ „Моша Пијаде” Жагубица      | 25. септембар 2, Жагубица | 1836. |  |  |
|  | ОШ „Јован Шербановић” Лазница  | Лазница бб, Лазница       | 1865. |  |  |
|  | ОШ „Јован Шербановић” Крепољин | Цара Лазара 84, Крепољин  | 1850. |  |  |

## Општина Кучево
|  | ОШ „Вељко Дугошевић” Турија     | Турија бб, Турија        | 1889. |                                   |  |
|  | ОШ „Милутин Миланковић” Раброво | Светог Саве бб, Раброво  |       | ОШ „Живојин Жика Поповић” Раброво |  |
|  | ОШ „Слободан Јовић” Волуја      | Волуја бб, Волуја        | 1968. |                                   |  |
|  | ОШ „Угрин Бранковић” Кучево     | Вука Караџића бб, Кучево | 1830. |                                   |  |

## Општина Мало Црниће
|  | ОШ „Дража Марковић Рођа” Смољинац | Маршала Тита 6, Смољинац         | 1804. |  |  |
|  | ОШ „Ђура Јакшић” Топоница         | Топоница бб, Топоница            | 1845. |  |  |
|  | ОШ „Милисав Николић” Божевац      | Цара Лазара 1 (Чаршија), Божевац | 1842. |  |  |
|  | ОШ „Моша Пијаде” Мало Црниће      | Прва бб, Мало Црниће             | 1885. |  |  |

## Општина Петровац на Млави
|  | ОШ „Бранко Радичевић” Мелница | Мелница бб, Мелница |  |  |  |